# バラクーダネットワークス
バラクーダネットワークス（英称：Barracuda Networks, Inc）は、アメリカ合衆国カリフォルニア州キャンベルに本社を置く、セキュリティ、ネットワーク、ストレージ製品の機器開発会社。

## 概要
バラクーダネットワークスは、セキュリティ、ネットワーク、ストレージ製品をネットワークアプライアンスやクラウドサービスの形態で提供している。バラクーダネットワークスのセキュリティ製品では、Eメール、Webサーフィン、Webハッカー、インスタントメッセージに対する、スパム、スパイウェア、トロイの木馬、ウイルスなどからの脅威を保護する機能を備えている。また、ネットワーク及びストレージ製品では、Webフィルタリング、負荷分散、アプリケーションデリバリコントロール、メールアーカイブ、次世代型ファイアウォール、バックアップサービス、そしてデータプロテクションといった機能を備えている。

## 日本法人

### 会社情報
| 会社名 | バラクーダネットワークスジャパン株式会社  |
| 設 立  | 2005年11月                                |
| 資本金 | 1,000 万円                                |
| 代 表  | 執行役員社長 鈴木 真                      |
| 所在地 | 〒141-0031 東京都品川区西五反田8-3-16 5階 |

## 歴史
- 2003年、バラクーダネットワークスはDean Drako (創立者兼 CEO)、Michael Perone、およびZach Levowによって設立され、Barracuda Spam & Virus Firewallを発表。
- 2007年、カリフォルニア州キャンベルに本社を移し、ミシガン州アナーバーにオフィスを開設。
- 2006年1月、ベンチャーキャピタルのSequoia CapitalとFrancisco Partnersから初めて4,000万ドルの出資を受ける。Sequoia Capitalは、過去にCisco Systems、Google、 Netscreen、Yahoo!への出資実績を持つ。
- 2008年1月29日、バラクーダネットワークスは、オープンソースのアンチウイルスソフトウェアClam AntiVirus の使用に関してTrend Microより提訴される。Trend Microは「SMTPまたはFTPのゲートウェイにおけるアンチウイルスの検出」に関する自社が保有する特許の侵害を主張した。対するバラクーダネットワークスは、Trend Microの特許の無効を証明するために、先行技術のサンプルを提出した他、2008年7月にTrend Microに対して逆提訴し、バラクーダネットワークスがIBMより取得した数種類のアンチウイルスの特許をTrend Microが侵害したと主張した。
- 2008年12月、バラクーダネットワークスは、既知のスパムサーバに関するプロプライエタリリストおよびダイナミックリストのBRBL（バラクーダレピュテーションブロックリスト）を発表した。BRBLはスパムをゲートウェイで遮断するための用途として、無償で一般利用することができる。
- 2009年10月、バラクーダネットワークスの顧客は85,000以上に達し、2011年11月には130,000を超えた。さらに2012年1月には150,000顧客以上に到達した。
- 2012年、バラクーダネットワークスはGarmin-Barracuda UCI ProTourサイクリングチームの共同スポンサーとなる。また、IZOD IndyCar Seriesの2011 Indianapolis 500 champion Bryan Herta Autosportの冠スポンサーにもなっており、Alex Taglianiがドライバーの#98 Lotusでチームチャンピオンの防衛を果たしている。
- 2012年7月、バラクーダネットワークスの共同設立者で、2003年に設立されて以来プレジデント兼CEOを務めてきたディーン・ドラコ（Dean Drako）が経営の第一線から退き、同社の取締役会に残ることになる。ドラコの退任時のバラクーダネットワークスは、創業以来年間30％の収益増を連続で達成し、世界150,000顧客、従業員約1,000名を抱え、ワールドワイドで10拠点のオフィスを構え、80ヵ国におけるビジネス展開の実績を誇る。ドラコの退任後、同社ではCEOオフィスを設置し、後継のCEOを探し始めた。
- 2012年11月、元EMCエクゼクティブのウィリアム・ジェンキンズ（William “BJ” Jenkins）がプレジデント兼CEOに就任。ジェンキンスは1998年からEMCのバックアップリカバリシステム（BRS）部門のプレジデントであった。
- 2013年11月、バラクーダネットワークスはニューヨーク証券取引所に上場（NYSE: CUDA）。

### 販売代理店
- マクニカネットワークス株式会社
- 京セラコミュニケーションシステム株式会社
- ソフトバンクBB株式会社
- 株式会社 Lee.ネットソリューションズ
- 株式会社ネットワールド
- ダイワボウ情報システム株式会社
- 株式会社ソフトクリエイト
- 株式会社富士通マーケティング
- 株式会社NTTデータNCB
- 株式会社富士通ソーシアルサイエンスラボラトリ
- ＪＢサービス株式会社、など

## 製品
- Barracuda Spam & Virus Firewall - 2003年10月、プラグインアプライアンスのスパムおよびウイルスのファイアウォールを発表し、2008年6月には、大規模企業やISP向けのモデルも投入した。
- Barracuda Web Filter – 2005年4月、スパイウェアやウイルスによるユーザデータの収集や転送を防ぎ、WebサーフィンをコントロールするためのWebフィルタリングアプライアンスを発表した。
- Barracuda Load Balancer – 2006年11月、複数のサーバにわたるネットワークトラフィックの高可用性の分散を実現する負荷分散アプライアンスを発表した。
- Barracuda Message Archiver – 2007年7月、Eメールをインデックス化して保存し、法的及び規制コンプライアンスを満たすメッセージアーカイバを発表した。
- Barracuda SSL VPN – 2008年11月、セキュアかつクライアントレスのリモートアクセスを可能にする、セキュアソケットレイヤの仮想プライベートネットワーク製品を発表した。
- Barracuda Web Application Firewall – 2008年2月、大規模企業のWebアプリケーションのセキュリティを確保し、PCI DSSなどの規制コンプライアンスに対応する、Webアプリケーションファイアウォールを発表した。
- Barracuda Backup Services – 2008年11月、データの重複排除によるオンサイトのバックアップや、オフサイトのデータレプリケーションを含む、ディザスタリカバリに対応したクラウドのデータバックアップサービスを発表した。また、2009年1月、Yosemite Backup（旧Tapeware）とBarracuda Backup Serviceを統合し、Microsoft ExchangeやNovell GroupWise向けのメッセージレベルのバックアップ機能を追加した。
- Barracuda NextG Firewall – 2010年2月、企業ネットワークインフラを保護するための次世代型ファイアウォールを発表した。同ファイアウォールでは、Web及びEメールフィルタリング、侵入防止、レイヤ7アプリケーショプロファイリング機能を備え、ネットワークアクセスコントロールを1つのプラットフォームに統合し、複数のロケーションに存在する企業の分散ネットワークを一元管理できる。
- Copy.com - 2013年2月、クラウドストレージサービスを発表。2016年5月1日サービス終了。[1]

## 受賞歴
- 2013年9月、「IDC Worldwide Quarterly Security Appliance Tracker, Q2」において、コンテンツセキュリティアプライアンス及び仮想アプライアンスの出荷数No.1[2]
- 2013年11月、富士キメラ総研「2013ネットワークセキュリティビジネス調査総覧<上巻：市場編>」において、Barracuda Web Application FirewallがWebアプリケーションファイアウォール・マーケットシェアにおいて6年連続でNo.1[3]
- 2014年3月、「IDC Worldwide Quarterly Purpose Built Backup Appliance（PBBA）Tracker」において、Barracuda Backupが2013年の最終四半期のバックアップ専用アプライアンスの出荷台数No.1[4]